# Medinet Madi

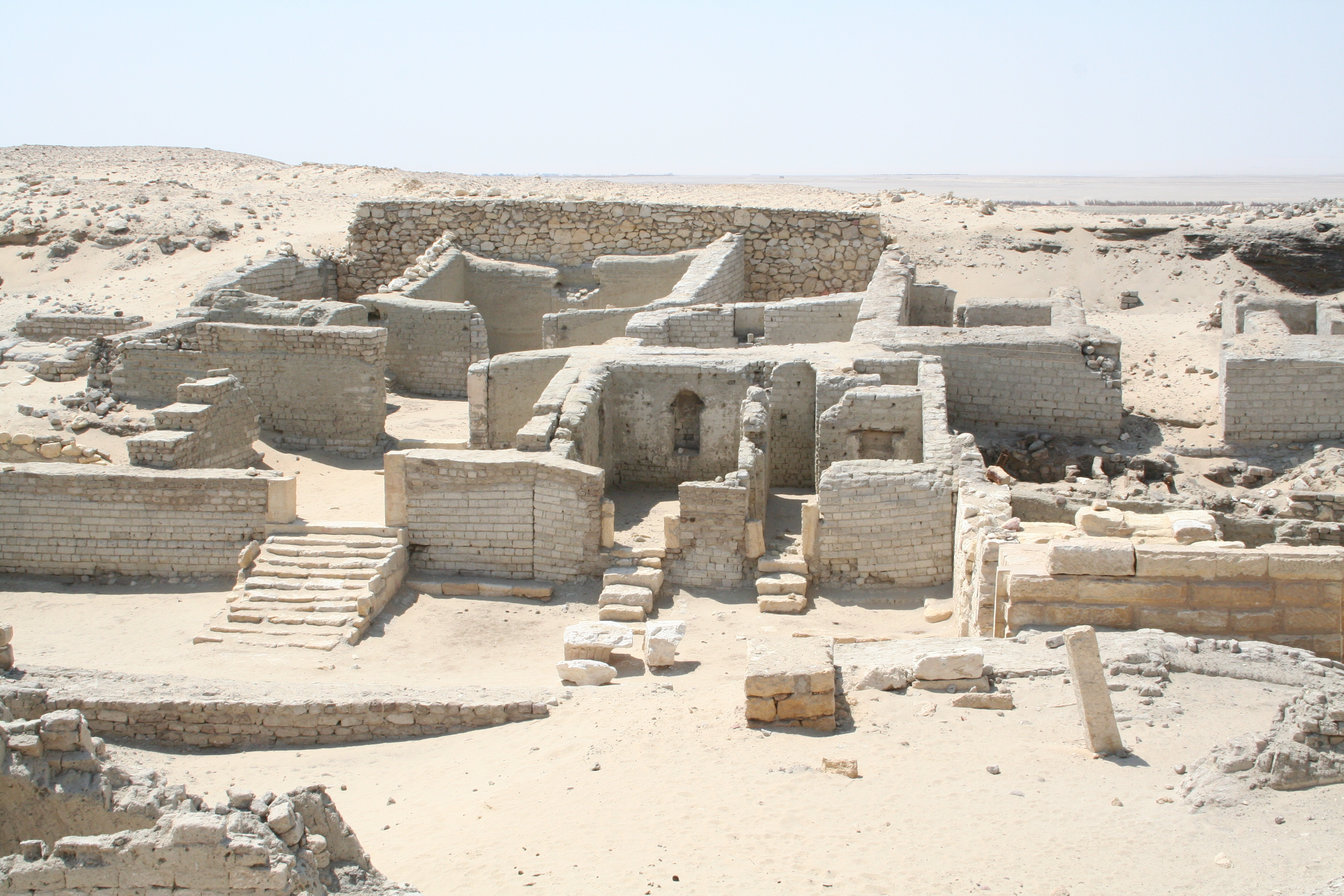
Die Ruinen von Medinet Madi

Medinet Madi ist ein ägyptischer Fundort im südwestlichen Fayyum. Während der Regierungszeiten Amenemhets III. und Amenemhets IV. – zwischen 1853 und 1797 v. Chr. – wurde dort ein Tempel der schlangenartigen Göttin Renenutet errichtet. Das Heiligtum wurde in griechisch-römischer Zeit ausgebaut und bereichert. In jener Zeit war der Ort als Narmuthis bekannt. 

## Tempelanlage
Der innere Teil der Tempelanlage aus dunklem Sandstein bestand aus einer schmalen, mit Papyrussäulen gegliederten Halle, die zum eigentlichen Heiligtum führte. Dieses umfasste drei Kapellen, die Statuen unterschiedlicher Gottheiten bargen. In der mittleren Kapelle stand eine überlebensgroße Statue der Renenutet, begleitet von Statuen Amenemhets III. und seines Nachfolgers Amenemhet IV. zu ihren Seiten. Die Umbauten ptolemäischer Zeit umfassten einen gepflasterten Prozessionsweg, der durch einen achtsäuligen Kiosk zu einer Säulenhalle mit vorgelagertem Säulenhof führte.
Der in den 1930er Jahren von Archäologen der Universität Mailand ausgegrabene Tempel ist – wohl wegen seiner sehr abgeschiedenen Lage – außergewöhnlich gut erhalten.

## Ostraka aus dem Tempelbezirk: Einblicke in den Alltag der Priester
In einem Haus auf dem Tempelbezirk wurden bei archäologischen Grabungen 1938 hunderte beschriftete Tonscherben gefunden, sogenannte Ostraka. Die Notizen auf diesen Ostraka datieren mehrheitlich aus dem späten zweiten und frühen dritten Jahrhundert. Sie sind in demotischer, griechischer und demotisch-griechischer Schrift verfasst. Schriftgeschichtlich sind die Ostraka somit ein Zeugnis dafür, wie sich aus der ägyptischen und griechischen Schriftsprache das Koptische herausbildete.
Inhaltlich sind die Texte dem Milieu der Priester zuzuordnen und geben Einblicke in verschiedene Facetten ihres Alltags im Tempelbezirk: Erhalten sind u. a. Notizen zur Berechnung persönlicher Horoskope, Schultexte und ein Leitfaden für Archivare. Besonders persönliche Einblicke in das Leben hinter den Tempelmauern gewährt ein Dossier von mehr als einhundert Ostraka, auf denen der Priester Phatres stichpunkthafte Notizen für eine Petition an die Behörden zusammentrug. Er berichtet in diesen Texten von Korruption, kultbezogenem Fehlverhalten und Streitigkeiten im örtlichen Tempelkollegium.
Ende des zweiten Jahrhunderts formulierten die Priester von Narmuthis auf einem Ostrakon eine Eingabe an die Behörden, in der sie darum baten, bei der Ausübung der Kultdienste Unterstützung durch die Priester aus Soknopaiu Nesos (im Norden des Fayyum) zu erhalten. Der Text ist somit ein wichtiges Zeugnis um zu verstehen, wie Tempel bei Personalmangel miteinander kooperierten.

## Ruinen von Terenouthis
In den Ruinen von Terenouthis, in der Nähe von Medinat Madi, wurden Ende der 1920er Jahre bei einer illegalen Grabung sieben koptisch-manichäische Kodizes gefunden, die heute als manichäische Bibliothek von Medinet Madi bekannt sind. Es handelt sich dabei um Fragmente einer Geschichte der manichäischen Kirche, Briefe des Religionsstifters Mani, den sogenannten Synaxis-Kodex, der Lesungen zu speziellen Versammlungen enthielt, Predigten, zwei Büchern mit Kephalaia, die Lehrgespräche enthalten und einem Buch mit manichäischen Psalmen. Unter den von Händlern geteilten Papyrushaufen befand sich mit dem Psalmenbuch der mit ursprünglich 672 Seiten wohl umfangreichste Kodex, der aus der Antike erhalten geblieben ist. Die Restaurierung erwies sich als äußerst schwierig – bei einem versehentlichen Niesen des Restaurators löste sich nach dessen Bericht ein Blatt zu Staub auf.